# Slepotice
Slepotice é uma comuna checa localizada na região de Pardubice, distrito de Pardubice.